# Stephanie McKnight
Stephanie McKnight (* 3. April 1960) ist eine frühere Radrenn- und Skeletonfahrerin von den Amerikanischen Jungferninseln.
Stephanie McKnight nahm am 70-Kilometer-Straßenradrennen bei den Olympischen Sommerspielen 1988 von Seoul teil und belegte dort den 48. Platz. McKnight nahm 1990 an mehreren internationalen Wettkämpfen der Männer teil. Bei der Skeleton-Weltmeisterschaft 1990 auf der Kombinierten Kunsteisbahn am Königssee belegte sie den 40. Platz und verwies damit 18 Männer auf hintere Plätze. Beim Skeleton-Weltcup-Rennen in Calgary in der Saison 1989/90 fuhr sie auf Platz 58 und wurde in der Gesamtwertung des Wettbewerbes am Ende der Saison mit vier Punkten 58.